# Canton d'Albi-Nord-Est
Le canton d'Albi-Nord-Est est une ancienne division administrative française, située dans le département du Tarn en région Occitanie.

## Géographie
Ce canton était organisé autour d'Albi dans l'arrondissement homonyme. Son altitude variait de 130 m pour Albi à 359 m pour Le Garric, avec une moyenne de 194 m.

## Histoire
Créé le 24 décembre 1984 par division du canton d'Albi-Nord, le canton a regroupé Arthès, le Garric, Lescure-d'Albigeois ainsi qu'une fraction de la ville d'Albi au nord du Tarn et à l'est des rues Louis-Maillié, Gabriel Soulages et de l'avenue Albert Thomas (approximativement les limites du quartier Cantepau).
Le canton est supprimé par le décret du 17 février 2014 qui entre en vigueur lors des élections départementales de mars 2015.

## Représentation
| Période | Période | Identité         | Étiquette | Qualité |
| ------- | ------- | ---------------- | --------- | --- |
| 1985    | 2015    | Thierry Carcenac | PS        | Directeur divisionnaire des impôts, président du conseil général puis départemental (1991-2017) Sénateur du Tarn (2014-2020) Député du Tarn (1997-2012) Ancien adjoint au maire de Lescure-d'Albigeois Elu en 2015 dans le Canton d'Albi-4 |

## Composition
Le canton d'Albi-Nord-Est a compris quatre communes pour une population de 13 088 habitants, selon la population municipale en 2012. 
| Nom                 | Code Insee | Intercommunalité    | Population (dernière pop. légale)              |
| ------------------- | ---------- | ------------------- | ---------------------------------------------- |
| Albi (chef-lieu)    | 81004      | CA de l'Albigeois   | Fraction : 4 915(2012) Commune : 49 531 (2014) |
| Arthès              | 81018      | CA de l'Albigeois   | 2 509 (2014)                                   |
| Le Garric           | 81101      | CC Carmausin-Ségala | 1 271 (2014)                                   |
| Lescure-d'Albigeois | 81144      | CA de l'Albigeois   | 4 489 (2014)                                   |

## Démographie
| 1990   | 1999   | 2006   | 2011   | 2012   |
| ------ | ------ | ------ | ------ | ------ |
| 12 071 | 11 725 | 12 205 | 12 923 | 13 088 |